# Palmbohult
Palmbohult är en bebyggelse sydväst om tätorten Örebro i Mosjö socken i Örebro kommun. Från 2015 avgränsar SCB här en småort.